# Karatu
Karatu est une ville en Tanzanie dans la région d'Arusha. En 2012, sa population était de 26 617 habitants.